# Maniola cypricola
Maniola cypricola är en fjärilsart som beskrevs av Gary R. Graves 1928. Maniola cypricola ingår i släktet Maniola och familjen praktfjärilar. Inga underarter finns listade i Catalogue of Life.
Arten förekommer endemisk på Cypern. Den lever i låglandet och i bergstrakter upp till 1900 meter över havet. Exemplaren vistas i buskskogar och trädodlingar. Larverna har gräs som föda.
För beståndet är inga hot kända. Hela populationen anses vara stabil. IUCN kategoriserar arten globalt som livskraftig.